# Jane Fleming

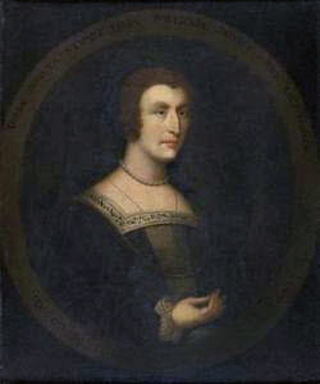

Jane Fleming, właśc. Janet Stewart (ur. 17 lipca 1502, zm. 20 lutego 1562) – nieślubna córka króla Szkocji Jakuba IV i Isabel Buchan, córki Jamesa Stewarta, pierwszego Earla Buchan, wdowa po Malcolmie, 3 lordzie Fleming (1494 - 1547), za którego wyszła za mąż pomimo przeszkody bliskiego pokrewieństwa. Była kochanką króla Francji Henryka II Walezjusza. We Francji nazywano ją "Piękną Szkotką" ("La Belle Écossaise"). Miała ośmioro dzieci, w tym córki, Agnes i Mary, która była jedną z "czterech Marii", dworek królowej Marii I Stuart o tym właśnie imieniu. Królowi Henrykowi urodziła syna także o imieniu Henryk (Henri de Valois-Angouleme). Na skutek intryg dworskich została wydalona z Francji do ojczystej Szkocji.